# Darfour du Sud
Le Darfour du Sud ou Sud-Darfour (en arabe : جنوب دارفور, ǧnwb dārfwr, « Djanoub Darfour ») est un État du Soudan.
Sa capitale est Nyala.

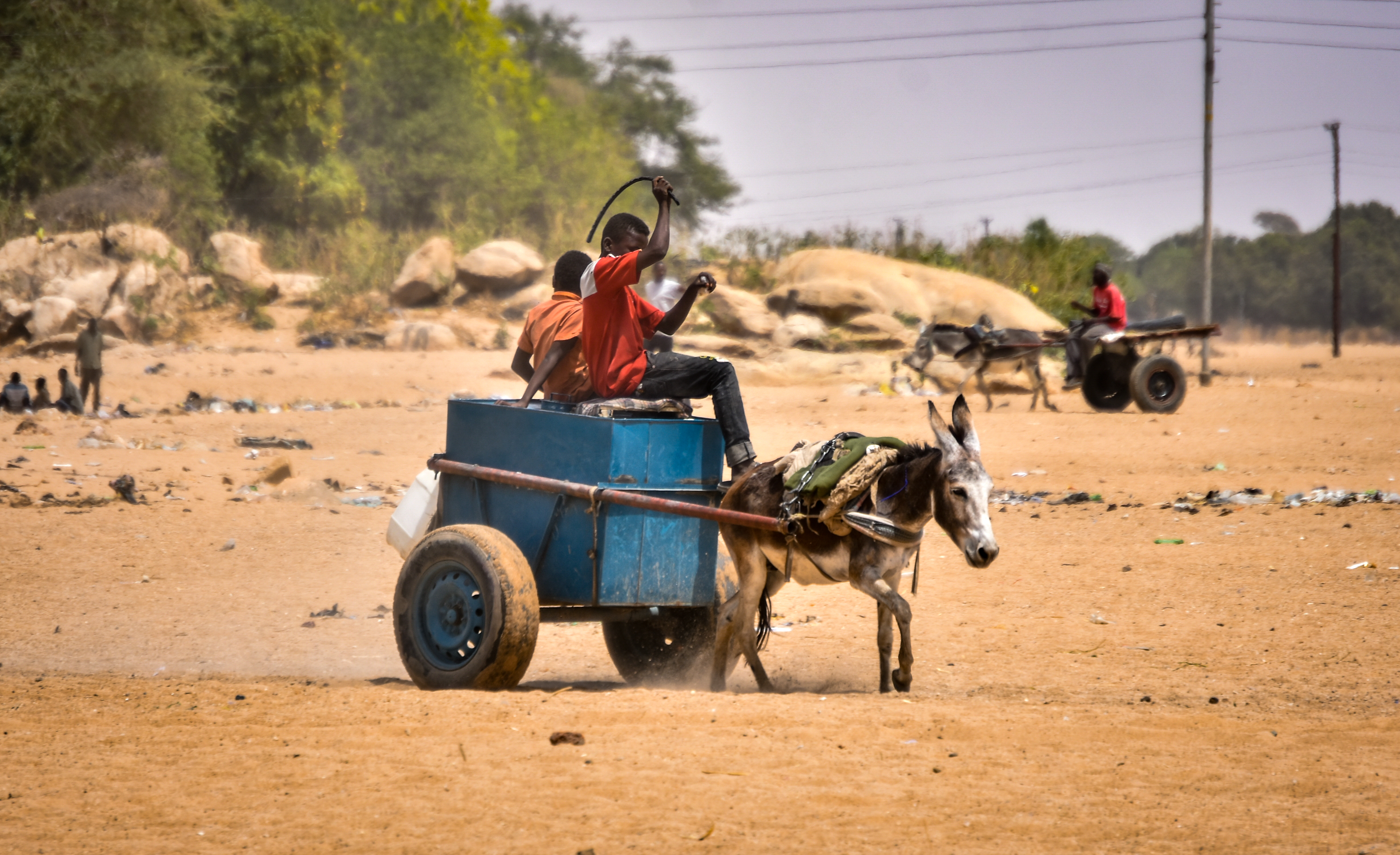
Vie rurale aux environs de Nyala.

Le Darfour du Sud est le seul État darfouri où les Arabes représentent la majorité de la population.